# 2012 UJ177
2012 UJ177, também escrito como 2012 UJ177, é um objeto transnetuniano que está localizado no disco disperso, uma região do Sistema Solar. O mesmo possui uma magnitude absoluta de 9,1 e tem um diâmetro com cerca de 139 km.

## Descoberta
2012 UJ177 foi descoberto no dia 21 de outubro de 2001 pelo astrônomo M. Alexandersen.

## Órbita
A órbita de 2012 UJ177 tem uma excentricidade de 0,431 e possui um semieixo maior de 55,027 UA. O seu periélio leva o mesmo a uma distância de 31,293 UA em relação ao Sol e seu afélio a 78,760 UA.